# Глобочице (Брежице)
Глобочице (словен. Globočice) су насељено место у општини Брежице, Посавска регија, Словенија.

## Историја
До територијалне реорганизације у Словенији биле су у саставу старе општине Брежице.

## Становништво
У попису становништва из 2011. године, Глобочице су имале 94 становника.
| Број становника према пописима | Број становника према пописима | Број становника према пописима |
| ------------------------------ | ------------------------------ | ------------------------------ |
| 1991                           | 2002                           | 2011                           |
| 80                             | 87                             | 94                             |